# Raffaele Monelli
Raffaele Monelli (Fermo, 5 de març de 1782 - San Benedetto del Tronto, Adria, 14 de setembre de 1859) fou un tenor italià.
Era germà del també tenor Savino Monelli. Va fer els estudis al seu poble natal. Després de debutar el 1808, va participar el 1812 en dues estrenes de Rossini al Teatro San Moisè de Venècia: com a duc Bertrando a L'inganno felice i com a Dorvil a La scala di seta.